# Tigranes I

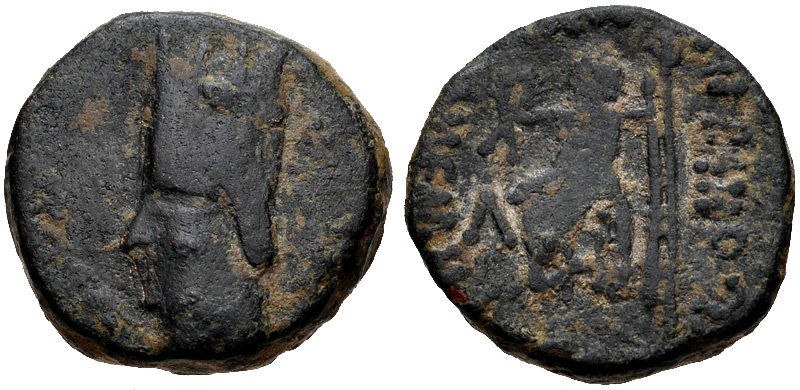
Moneda atribuida al monarca artáxida Tigranes I

Tigranes I de Armenia (armenio: Տիգրան Առաջին) reinó como rey de Armenia entre 115 a. C. y 95 a. C. como heredero del trono de los Artáxidas.

## Biografía
Segundo hijo de Artaxias I, sucedió a su hermano, Artavasdes I, quien no dejó herederos.
De acuerdo con Lucio Ampelio, habría proporcionado ayuda militar a Roma durante la tercera guerra púnica.
Le sucedió su hijo, Tigranes II el Grande. Según Apiano, Tigranes el Grande era hijo de Tigranes I y no de Artavasdes I.
| Predecesor: Artavasdes I | Rey Armenia (de la Dinastía artáxida) 115 a. C. - 95 a. C. | Sucesor: Tigranes II |